# Megaselia morula
Megaselia morula är en tvåvingeart som beskrevs av Borgmeier 1962. Megaselia morula ingår i släktet Megaselia och familjen puckelflugor. Inga underarter finns listade i Catalogue of Life.